# 親沢橋
親沢橋（おやざわばし）は、長野県北安曇郡小谷村千国乙の親沢川に架かる小谷村道の橋長28.8メートル (m) のローゼ橋。

## 概要
土木学会選奨土木遺産に認定されている。
形式は、上部の横構のないポニー形式のローゼ橋である。
- 形式 - RC単径間下路ポニーローゼ橋
- 橋長 - 28.8 m
- 幅員 - 5.5 m
- 設計者 - 中島武[1][2][3]

## 歴史
古くからの街道筋にあり、日本で大手橋に次いで2番目の1937年（昭和12年）に架橋されたローゼ橋である。完成から2年後の1939年（昭和14年）には対岸にある風張山が雪解けに伴って地すべりを起こして、土砂が大糸線を流出させ、姫川を堰き止めたが、土砂がかろうじて親沢橋の手前で止まったため崩壊を免れた。
新道路法に伴って、国道148号に指定されるが、バイパス完成後小谷村道となった。
2002年度（平成14年度）に長野県内にある他の4橋と共に、中島武設計のRCローゼ桁群として土木学会選奨土木遺産に認定された。
村道となって損傷が目立ち掛け替えも検討されたが、土木遺産認定を機に修復保存の声が高まり小谷村によって観光資源の活用の観点の下、補修復元工事が行われた。